# Kościół Trójcy Przenajświętszej w Rudniku nad Sanem
Kościół Trójcy Przenajświętszej – rzymskokatolicki kościół parafialny należący do dekanatu Rudnik nad Sanem diecezji sandomierskiej.
Obecny kościół został wzniesiony w latach 1927-1928 dzięki pomocy hrabiego Hieronima Tarnowskiego. Został zaprojektowany przez architekta lwowskiego inżyniera Jana Bagieńskiego. Świątynia została wybudowana przez księdza Antoniego Dożyńskiego. W dniu 2 września 1928 roku, w uroczystość Matki Bożej Pocieszenia kościół został poświęcony przez biskupa przemyskiego Anatola Nowaka. Budowla posiada trzy nawy. Nawa główna jest nakryta sklepieniem beczkowatym, natomiast nawy boczne kasetonowymi. Świątynia została wymalowana w 1952 roku. Witraże w oknach zostały zamontowane w 1966 roku.